# El Jebel
El Jebel est une census-designated place des États-Unis, située dans le comté d'Eagle au Colorado.
La localité compte 3 801 habitants d'après le recensement des États-Unis de 2010.

## Démographie
| 1990  | 2000  | 2010  | - | - | - |
| ----- | ----- | ----- | - | - | - |
| 2 605 | 4 488 | 3 801 | - | - | - |